# Équipes de football aux Jeux olympiques d'été de 1924
Cet article présente la liste des joueurs retenus pour le tournoi de football des Jeux olympiques d'été de 1924 à Paris.

## Belgique
Sélectionneur : William Maxwell 
| Joueur               | Date de naissance/âge | Poste          | Club                        |
| Désiré Bastin        | 4 mars 1900           | Avant gauche   | Royal Antwerp FC            |
| Robert Coppée        | 23 avril 1895         | Inter droit    | Royale Union Saint-Gilloise |
| Jean De Bie          | 9 mai 1892            | Gardien de but | Racing Club Bruxelles       |
| François Demol       | 19 août 1895          | Arrière gauche | Royale Union Saint-Gilloise |
| Georges De Spae      | 30 septembre 1900     | ?              | KAA La Gantoise             |
| André Fierens        | 8 février 1898        | Demi-centre    | Beerschot AC                |
| Maurice Gillis       | 6 novembre 1897       | Inter gauche   | Standard de Liège           |
| Laurent Grimmonprez  | 14 décembre 1902      | Inter droit    | RC de Gand                  |
| Émile Hanse          | 10 août 1892          | ?              | Royale Union Saint-Gilloise |
| Albert Henderickx    | 7 octobre 1903        | ?              | Beerschot AC                |
| Victor Houet         | 2 septembre 1900      | ?              | Tilleur FC                  |
| Henri Larnoe         | 18 mai 1897           | Avant centre   | Beerschot AC                |
| Fernand Lorphèvre    | ?                     | ?              | White Star AC               |
| Joseph Musch         | 12 octobre 1893       | Demi-centre    | Royale Union Saint-Gilloise |
| Joseph Paty          | 6 janvier 1896        | Gardien de but | Standard de Liège           |
| Gustaaf Pelsmaeker   | 15 novembre 1899      | Demi-droit     | Beerschot AC                |
| Achille Schelstraete | 31 janvier 1897       | Demi-gauche    | Cercle Bruges KSV           |
| Armand Swartenbroeks | 30 juin 1892          | Arrière droit  | Daring Club Bruxelles       |
| Ivan Thys            | 29 avril 1897         | ?              | Beerschot AC                |
| Florimond Vanhalme   | 21 mars 1895          | ?              | Cercle Bruges KSV           |
| Louis Van Hege       | 8 mai 1889            | Avant droit    | Royale Union Saint-Gilloise |
| Oscar Verbeeck       | 6 juin 1891           | Arrière gauche | Royale Union Saint-Gilloise |

## Bulgarie
Sélectionneur : Leopold Nitsch 
| Joueur              | Date de naissance/âge | Poste          | Club            |
| Bojan Bjanov        | 20 octobre 1898       | Demi-centre    | Ticha Varna     |
| Kiril Denev         | 1905                  | ?              | Vladislav Varna |
| Tsvetan Genev       | 13 novembre 1898      | ?              | Levski Sofia    |
| Aleksandar Hristov  | 31 mai 1904           | Arrière gauche | Levski Sofia    |
| Petar Ivanov        | 29 juin 1903          | Gardien de but | Levski Sofia    |
| Kiril Kraptchanski  | ?                     | ?              | Slavia Sofia    |
| Nikola Lutzkanov    | 28 septembre 1902     | ?              | Ticha Varna     |
| Dimitar Manolov     | 14 janvier 1901       | ?              | Slavia Sofia    |
| Nikola Marinov      | ?                     | Gardien de but | Diana Varna     |
| Gheeno Mateev       | 3 janvier 1903        | Demi-gauche    | Levski Sofia    |
| Konstantin Maznikov | 5 avril 1905          | Inter gauche   | Levski Sofia    |
| Dimitar Mutavchiev  | 10 janvier 1903       | Avant droit    | Levski Sofia    |
| Nikola Mutavchiev   | 10 août 1904          | Inter gauche   | Levski Sofia    |
| Ivan Radoev         | 9 septembre 1901      | Demi-droit     | Levski Sofia    |
| Boris Stavrev       | 22 octobre 1901       | ?              | Vladislav Varna |
| Velcho Stoyanov     | 1907                  | ?              | Slavia Sofia    |
| Grigor Stoyanov     | ?                     | ?              | Slavia Sofia    |
| Vladimir Tzvetkov   | ?                     | ?              | Slavia Sofia    |
| Stefan Tzontchev    | ?                     | ?              | FK 13 Sofia     |
| Todor Vladimirov    | 21 mai 1895           | Avant gauche   | Slavia Sofia    |
| Simeon Yankov       | 17 février 1899       | Arrière droit  | Levski Sofia    |
| Kiril Yovovich      | 29 décembre 1905      | Avant gauche   | Levski Sofia    |

## Égypte
Sélectionneur : Hussein Hegazi 
| Joueur                | Date de naissance/âge | Poste          | Club               |
| Ali El-Hassani        | 1897                  | Demi-centre    | Al Sekka Al Hadid  |
| Ismail El-Sayed Hooda | 24 ans                | Avant droit    | Ittihad Alexandrie |
| Mohamed El-Mahdwy     | ?                     | ?              | ?                  |
| Sayed Fahmy Abaza     | ?                     | ?              | Al Sekka Al Hadid  |
| Mahmoud Fouad         | 27 ans                | Arrière droit  | Tersana            |
| Ahmed Mansour         | ?                     | ?              | Al Ahly            |
| Abdel Salam Hamdy     | 1894                  | Demi-gauche    | Mokhtalat          |
| Hussein Hegazi        | 17 octobre 1886       | Avant-centre   | Mokhtalat          |
| Riad Rizkalla Henein  | 1903                  | Demi-droit     | Al Ahly            |
| Mahoud Ismail Hooda   | 1899                  | Avant gauche   | Ittihad Alexandrie |
| Housny Khalil         | ?                     | ?              | Al Ahly            |
| Mahmoud Marei         | ?                     | ?              | Mokhtalat          |
| Abdel Kader Mohamed   | ?                     | ?              | Tersana            |
| Abdel Hamid Moharren  | ?                     | ?              | ?                  |
| Mahmoud Moktar        | 29 septembre 1905     | ?              | Al Ahly            |
| Gamil Osman           | ?                     | ?              | Al Sekka Al Hadid  |
| Ali Mohamed Riad      | 1904                  | Inter droit    | Al Sekka Al Hadid  |
| Mohamed Ali Rostam    | ?                     | ?              | Al Sekka Al Hadid  |
| Ahmed Mohamed Salem   | ?                     | Arrière gauche | Al Olympi          |
| Riad Shawki           | 1893                  | Demi-droit     | Al Ahly            |
| Kamel Taha            | 1897                  | Gardien de but | Al Ahly            |
| Ibrahim Yakan         | 24 ans                | Inter gauche   | Mokhtalat          |

## Espagne

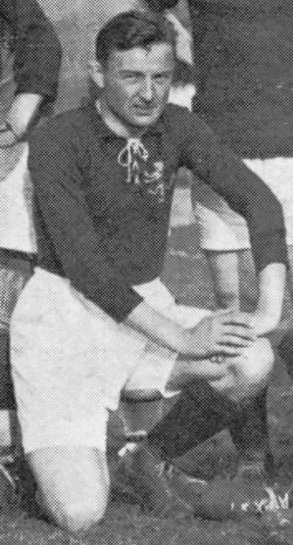
L'arrière droit espagnol Vallana.

Sélectionneur : Pedro Parages 
| Joueur                    | Date de naissance/âge | Poste          | Club                       |
| Óscar Álvarez González    | 1er mai 1902          | ?              | Real Stadium Club Ovetense |
| José María Belauste       | 3 septembre 1889      | ?              | Athletic Bilbao            |
| Domingo Carulla           | 25 octobre 1903       | ?              | FC Barcelone               |
| Chirri                    | 29 mars 1902          | Avant gauche   | Athletic Bilbao            |
| Jerónimo Víctor del Campo | 30 septembre 1902     | ?              | Real Madrid                |
| Patricio Escobal          | 24 août 1903          | ?              | Real Madrid                |
| Francisco Gamborena       | 14 mars 1901          | Demi-droit     | Real Unión de Irún         |
| Domingo Gómez-Acedo       | 6 juin 1898           | ?              | Athletic Bilbao            |
| Carmelo Goyenechea        | 18 juin 1898          | Inter gauche   | Athletic Bilbao            |
| Antonio Juantegui         | 4 avril 1898          | ?              | Real Sociedad              |
| Jesús Larraza             | 20 juillet 1903       | Demi-centre    | Athletic Bilbao            |
| Félix Pérez Marcos        | 13 juin 1901          | ?              | Real Madrid                |
| Juan Monjardín            | 24 avril 1903         | Avant centre   | Real Madrid                |
| Manuel Meana              | 21 octobre 1901       | ?              | Real Sporting de Gijón     |
| Luis Casas Pasarín        | 16 avril 1903         | Arrière gauche | Celta Vigo                 |
| José María Peña           | 19 avril 1895         | Demi-gauche    | Arenas Club de Getxo       |
| Vicente Piera             | 11 juin 1903          | Avant droit    | FC Barcelone               |
| Josep Samitier            | 2 février 1902        | Inter droit    | FC Barcelone               |
| Ramón Triana              | 28 juin 1902          | ?              | Atlético de Madrid         |
| Pedro Vallana             | 29 novembre 1897      | Arrière droit  | Arenas Club de Getxo       |
| José Luis Zabala          | 17 mars 1893          | ?              | RCD Espanyol               |
| Ricardo Zamora            | 21 janvier 1901       | Gardien de but | RCD Espanyol               |

## Estonie

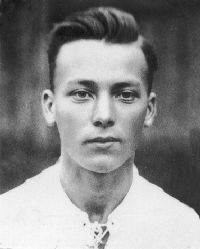
Le demi-gauche estonien Kaarmann.

Sélectionneur : Ferenc Kónya 
| Joueur                       | Date de naissance/âge | Poste             | Club          |
| Johannes Brenner             | 16 janvier 1906       | Avant centre      | Kalev Tallinn |
| Eugen Einman                 | 6 octobre 1905        | ?                 | Sport Tallinn |
| Eduard Ellman-Eelma          | 7 avril 1902          | Avant centre      | Kalev Tallinn |
| Aleksander Gerassimov-Kalvet | 11 février 1904       | ?                 | Sport Tallinn |
| Sergueï Javorski             | 9 juin 1902           | ?                 | Sport Tallinn |
| Ernst Joll                   | 10 septembre 1902     | Avant centre      | Kalev Tallinn |
| Alfei Jürgenson              | 8 avril 1904          | Milieu de terrain | Tallinna JK   |
| Harald Kaarman               | 27 décembre 1901      | Demi-gauche       | Kalev Tallinn |
| Elmar Kaljot                 | 15 novembre 1901      | Demi-droit        | Kalev Tallinn |
| Johannes Kihlefeldt          | 23 novembre 1901      | Avant             | Sport Tallinn |
| August Lass                  | 16 août 1903          | Gardien de but    | Kalev Tallinn |
| Johannes Lello               | 25 novembre 1895      | Arrière           | Kalev Tallinn |
| Ralf Liivar                  | 2 avril 1903          | Arrière           | Kalev Tallinn |
| Heinrich Paal                | 26 juin 1895          | Inter droit       | Sport Tallinn |
| Arnold Pihlak                | 17 juillet 1902       | Arrière droit     | Kalev Tallinn |
| Raimond Põder                | 20 novembre 1903      | Milieu de terrain | Tallinna JK   |
| Bernhard Rein                | 19 novembre 1897      | Demi-centre       | Sport Tallinn |
| Voldemar Rõks                | 15 juillet 1900       | Milieu de terrain | Kalev Tallinn |
| Evald Tipner                 | 13 mars 1906          | Gardien de but    | Sport Tallinn |
| Otto Silber                  | 17 mars 1893          | Arrière gauche    | Tallinna JK   |
| Oskar Üpraus                 | 12 octobre 1898       | Inter gauche      | Sport Tallinn |
| Hugo Väli                    | 19 juin 1902          | Avant droit       | Kalev Tallinn |

## États-Unis
Sélectionneur : George Burford 
| Joueur             | Date de naissance/âge | Poste          | Club                      |
| Aage Brix          | 9 décembre 1894       | Inter droit    | Los Angeles Athletic Club |
| Sam Dalrymple      | 22 décembre 1901      | Avant gauche   | Disston A.A.              |
| Irving Davis       | 12 décembre 1896      | Arrière droit  | Philadelphia Field Club   |
| William Demko      | 20 décembre 1895      | ?              | Fleisher Yarn             |
| Jimmy Douglas      | 12 janvier 1898       | Gardien de but | Newark Skeeters           |
| Harry Farrell      | 2 octobre 1902        | Inter gauche   | Philadelphia Field Club   |
| William Findlay    | 15 janvier 1904       | Avant droit    | Galicia FC                |
| Edward Hart        | 28 janvier 1903       | ?              | St. Matthew's             |
| Raymond Hornberger | 23 décembre 1898      | Demi-centre    | Disston A.A.              |
| Carl Johnson       | 18 septembre 1892     | Demi-droit     | Swedish-American FC       |
| Burke Jones        | 25 avril 1903         | Demi-droit     | Bridgeville FC            |
| Jakes Mulholland   | 2 octobre 1901        | ?              | Scott A.A.                |
| Fred O'Conner      | 7 avril 1892          | Demi-gauche    | Lynn General Electric     |
| James Rhody        | 17 juillet 1896       | ?              | Erie A.A.                 |
| Arthur Rudd        | 22 octobre 1890       | Arrière gauche | Fleisher Yarn             |
| Andy Straden       | 27 novembre 1897      | Avant centre   | Fleisher Yarn             |
| Herbert Wells      | 4 mai 1901            | Inter droit    | Fleisher Yarn             |

## France

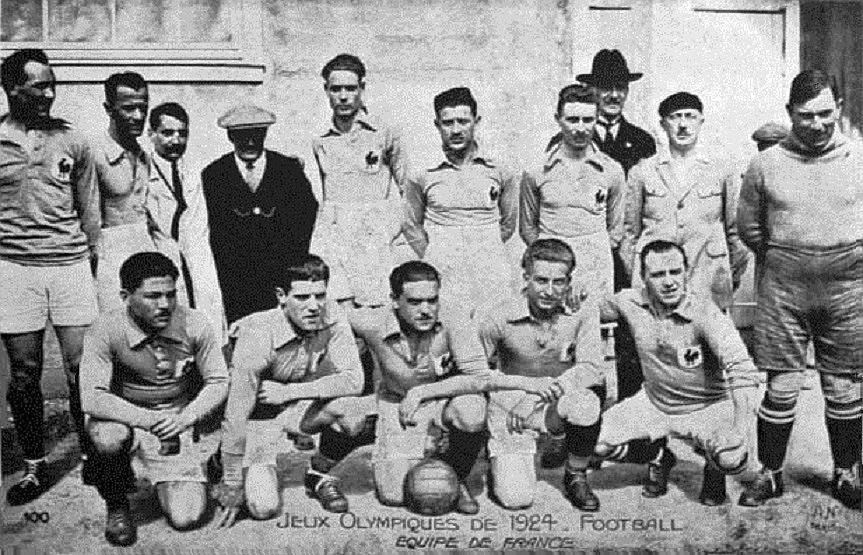
L'équipe de France avant son entrée dans le tournoi. Debout : Baumann, Gravier, Domergue, Parachini, Bonnardel et Chayriguès. Accroupis : Devaquez, Boyer, Nicolas, Crut et Dubly.

Sélectionneur :  Charles Griffiths
| Joueur             | Date de naissance/âge | Poste          | Club                   |
| Henri Bard         | 29 avril 1892         | Inter          | Racing club de France  |
| Jean Batmale       | 18 septembre 1895     | Demi-centre    | Stade rennais          |
| Édouard Baumann    | 4 mars 1895           | Arrière gauche | CASG Paris             |
| Philippe Bonnardel | 28 juillet 1899       | Demi-gauche    | Red Star Amical Club   |
| Jean Boyer         | 8 février 1901        | Inter droit    | Olympique de Marseille |
| Jacques Canthelou  | 29 mars 1904          | Arrière        | FC Rouen               |
| Pierre Chayriguès  | 1er mai 1892          | Gardien de but | Red Star Amical Club   |
| Pierre Chesneau    | 10 avril 1902         | Attaquant      | FC Blidéen             |
| Maurice Cottenet   | 11 février 1895       | Gardien de but | Olympique de Paris     |
| Édouard Crut       | 16 avril 1901         | Inter gauche   | Olympique de Marseille |
| Jules Devaquez     | 9 mars 1899           | Avant droit    | Olympique de Paris     |
| Marcel Domergue    | 16 novembre 1901      | Demi-centre    | Sporting Club Nîmois   |
| Raymond Dubly      | 5 novembre 1893       | Avant gauche   | Racing Club de Roubaix |
| Robert Dufour      | 1902                  | Attaquant      | Olympique de Paris     |
| Ernest Gravier     | 26 août 1892          | Arrière droit  | FC Cette               |
| Ernest Gross       | 22 décembre 1902      | Demi-centre    | Red Star Strasbourg    |
| Léon Huot          | 31 décembre 1898      | Arrière        | FC Cette               |
| Gérard Isbecque    | 15 mars 1897          | Attaquant      | RC Roubaix             |
| Albert Jourda      | 30 novembre 1892      | Demi-centre    | FC Cette               |
| Paul Nicolas       | 4 novembre 1899       | Avant centre   | Red Star Amical Club   |
| Antoine Parachini  | 12 juillet 1897       | Demi-droit     | FC Cette               |
| Albert Rénier      | 8 mai 1896            | Attaquant      | Le Havre Athletic Club |

## Portugal
L'équipe du Portugal fut forfaite.

## Suède
Sélectionneur : József Nagy 
| Joueur             | Date de naissance/âge | Poste          | Club            |
| Axel Alfredsson    | 2 mai 1902            | Arrière droit  | Helsingborgs IF |
| Charles Brommesson | 12 août 1903          | Avant droit    | Helsingborgs IF |
| Gustaf Carlsson    | 22 juillet 1894       | Demi-centre    | Mariebergs IK   |
| Albin Dahl         | 2 janvier 1900        | Inter gauche   | Helsingborgs IF |
| Sven Friberg       | 7 février 1895        | Demi-droit     | Örgryte IS      |
| Karl Gustafsson    | 16 septembre 1898     | ?              | Djurgårdens IF  |
| Fritjof Hillén     | 19 mai 1893           | Arrière gauche | GAIS            |
| Konrad Hirsch      | 19 mai 1900           | Arrière droit  | GAIS            |
| Gunnar Holmberg    | 6 mai 1897            | Demi-droit     | GAIS            |
| Per Kaufeldt       | 1er août 1902         | Avant centre   | AIK Solna       |
| Tore Keller        | 4 janvier 1905        | Inter gauche   | IK Sleipner     |
| Rudolf Kock        | 29 juin 1901          | Avant gauche   | AIK Solna       |
| Sigfrid Lindberg   | 26 mars 1897          | Gardien de but | Helsingborgs IF |
| Vigor Lindberg     | ?                     | ?              | IK Sleipner     |
| Sven Lindqvist     | 26 mars 1903          | Demi-droit     | AIK Solna       |
| Evert Lundquist    | 27 février 1900       | Avant droit    | Örgryte IS      |
| Sten Mellgren      | 23 août 1900          | Arrière gauche | IFK Stockholm   |
| Gunnar Olsson      | 27 mars 1901          | ?              | Helsingborgs IF |
| Sven Rydell        | 14 janvier 1905       | Inter droit    | Örgryte IS      |
| Harry Sundberg     | 9 janvier 1898        | Demi-gauche    | Djurgårdens IF  |
| Thorsten Svensson  | 8 octobre 1901        | Inter gauche   | GAIS            |
| Robert Zander      | 18 septembre 1895     | Gardien de but | Örgryte IS      |

## Suisse
Sélectionneur : Teddy Duckworth 
| Joueur             | Date de naissance/âge | Poste          | Club                    |
| Max Abegglen       | 11 avril 1902         | Inter gauche   | Grasshopper-Club Zürich |
| Félix Bédouret     | 1897                  | Avant gauche   | Servette FC             |
| Charles Bouvier    | ?                     | ?              | ?                       |
| Walter Dietrich    | 24 décembre 1902      | Avant centre   | Servette FC             |
| Karl Ehrenbolger   | 13 novembre 1899      | Avant droit    | ?                       |
| Paul Fässler       | 13 juin 1901          | Avant gauche   | BSC Young Boys          |
| Gustav Gottenkieny | ?                     | ?              | ?                       |
| Jean Haag          | ?                     | ?              | ?                       |
| Marcel Katz        | ?                     | ?              | BSC Old Boys            |
| Edmond Kramer      | 8 décembre 1906       | Avant droit    | FC Cantonal Neuchâtel   |
| Adolphe Mengotti   | 12 novembre 1901      | Demi-centre    | Real Madrid C.F.        |
| August Oberhauser  | 4 mars 1895           | Demi-droit     | ?                       |
| Robert Pache       | 26 septembre 1897     | Inter droit    | Servette FC             |
| Aron Pollitz       | 11 février 1896       | Demi-gauche    | BSC Old Boys            |
| Hans Pulver        | 28 décembre 1902      | Gardien de but | BSC Young Boys          |
| Rudolf Ramseyer    | 17 septembre 1897     | Arrière gauche | BSC Young Boys          |
| Adolphe Reymond    | 4 septembre 1896      | Arrière droit  |                         |
| Louis Richard      | ?                     | ?              | ?                       |
| Theodor Schär      | ?                     | Gardien de but | ?                       |
| Paul Schmiedlin    | 2 juin 1897           | Demi-centre    | FC Berne                |
| Paul Sturzenegger  | 7 juin 1902           | Inter droit    | FC Zurich               |
| Walter Weiler      | 4 décembre 1903       | Défenseur      | SC Veltheim             |

## Uruguay

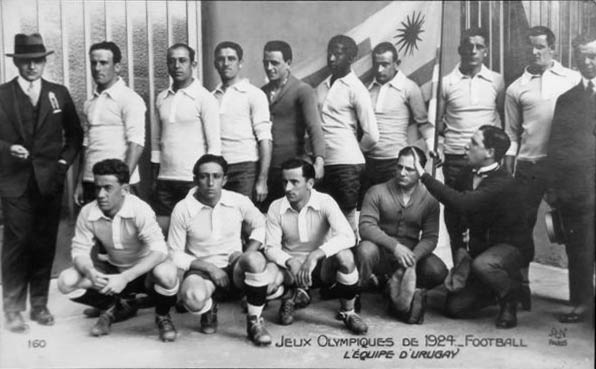
L'équipe d'Uruguay avant son entrée dans le tournoi. Debout : Scarone, Romano, Cea, Mazali, Andrade, Petrone, Vidal et Nasazzi. Accroupis : Urdinarán, Tomassina et Ghierra.

Sélectionneur : Ernesto Fígoli 
| Joueur               | Date de naissance/âge | Poste               | Club                             |
| José Leandro Andrade | 1er octobre 1901      | Demi-droit          | Club Atlético Bella Vista        |
| Pedro Arispe         | 30 septembre 1900     | Arrière gauche      | Rampla Juniors Fútbol Club       |
| Pedro Casella        | ?                     | Gardien de but      | ?                                |
| Pedro Céa            | 1er septembre 1900    | Inter gauche        | CA Lito Montevideo               |
| Luis Chiappara       | ?                     | ?                   | ?                                |
| Pedro Etchegoyen     | ?                     | ?                   | ?                                |
| Alfredo Ghierra      | 31 août 1891          | Demi-gauche         | ?                                |
| Andrés Mazali        | 22 juillet 1902       | Gardien de but      | Club Nacional de Football        |
| José Nasazzi         | 24 mai 1901           | Arrière droit       | Club Atlético Bella Vista        |
| José Naya            | 25 juillet 1896       | Avant droit         | Liverpool Fútbol Club            |
| Pedro Petrone        | 11 mai 1904           | Avant centre        | Club Nacional de Football        |
| Ángel Romano         | 2 août 1894           | Avant gauche        | Club Nacional de Football        |
| Zoilo Saldombide     | 18 mars 1905          | ?                   | Montevideo Wanderers Fútbol Club |
| Héctor Scarone       | 26 novembre 1896      | Inter droit         | Club Nacional de Football        |
| Pascual Somma        | ?                     | ?                   | ?                                |
| Humberto Tomassina   | 12 septembre 1898     | Arrière/demi-gauche | Liverpool Fútbol Club            |
| Antonio Urdinarán    | 30 octobre 1898       | Avant droit         | Club Nacional de Football        |
| Santos Urdinarán     | 30 mars 1900          | Avant droit         | Club Nacional de Football        |
| Fermín Uriarte       | ?                     | ?                   | ?                                |
| José Vidal           | 15 décembre 1896      | Demi-centre         | ?                                |
| Alfredo Zibechi      | 30 octobre 1895       | Demi-centre         | Club Nacional de Football        |
| Pedro Zingone        | ?                     | ?                   | ?                                |